# Tour der englischen Rugby-Union-Nationalmannschaft nach Japan und Ozeanien 1979
| Tour der Engländer nach Japan und Ozeanien 1979 | Tour der Engländer nach Japan und Ozeanien 1979 | Tour der Engländer nach Japan und Ozeanien 1979 | Tour der Engländer nach Japan und Ozeanien 1979 | Tour der Engländer nach Japan und Ozeanien 1979 |
| Übersicht                                       | S                                               | G                                               | U                                               | N                                               |
| ----------------------------------------------- | ----------------------------------------------- | ----------------------------------------------- | ----------------------------------------------- | ----------------------------------------------- |
| Sonstige Spiele                                 | 7                                               | 7                                               | 0                                               | 0                                               |
| Gesamt                                          | 7                                               | 7                                               | 0                                               | 0                                               |

Die Tour der englischen Rugby-Union-Nationalmannschaft nach Japan und Ozeanien 1979 umfasste eine Reihe von Freundschaftsspielen der englischen Rugby-Union-Nationalmannschaft. Sie reiste im Mai und Juni 1979 durch Japan, Fidschi und Tonga. Während dieser Zeit bestritt sie sieben Spiele. Darunter waren zwei Länderspiele gegen die japanische Nationalmannschaft sowie je eines gegen die fidschianische und die tongaische Nationalmannschaft, die jedoch keinen vollwertigen Status als Test Match erhielten. Die Engländer konnten alle Spiele für sich entscheiden, die erste Partie gegen Japan jedoch nur sehr knapp. Ihr Besuch in Tonga war dort der erste einer bedeutenden Rugbynation.

## Spielplan
- Hintergrundfarbe grün = Sieg

| # | Datum         | Gegner     | Ort          | Stadion                | Ergebnis |
| - | ------------- | ---------- | ------------ | ---------------------- | -------- |
| 1 | 10. Mai 1979  | Japan U23  | Tokio        |                        | 36:7     |
| 2 | 13. Mai 1979  | Japan      | Higashiōsaka | Hanazono-Rugbystadion  | 21:19    |
| 3 | 16. Mai 1979  | Kyūshū     | Fukuoka      |                        | 80:3     |
| 4 | 20. Mai 1979  | Japan      | Tokio        | Nationalstadion        | 38:18    |
| 5 | 25. Mai 1979  | Fiji Colts | Lautoka      | Churchill Park         | 39:22    |
| 6 | 29. Mai 1979  | Fidschi    | Suva         | National Stadium       | 19:7     |
| 7 | 01. Juni 1979 | Tonga      | Nukuʻalofa   | Teufaiva Sport Stadium | 37:17    |

## Kader

### Management
- Tourmanager: Budge Rogers
- Managerassistent: Mike Davis
- Kapitän: Bill Beaumont

### Spieler
| Spieler          | Position         | Mannschaft             |
| ---------------- | ---------------- | ---------------------- |
| Neil Bennett     | Halbspieler      | London Welsh RFC       |
| Huw Davies       | Halbspieler      | Cardiff RFC            |
| Chris Gifford    | Halbspieler      | Moseley RFC            |
| Ian Peck         | Halbspieler      | Bedford Blues          |
| Richard Cardus   | Dreiviertelreihe | Roundhay RUFC          |
| John Carleton    | Dreiviertelreihe | Orrell RUFC            |
| Paul Dodge       | Dreiviertelreihe | Leicester Tigers       |
| Alan McMillan    | Dreiviertelreihe | Gosforth FC            |
| Mike Slemen      | Dreiviertelreihe | Liverpool St Helens FC |
| Peter Squires    | Dreiviertelreihe | Harrogate RUFC         |
| Dusty Hare       | Schlussmann      | Leicester Tigers       |
| Alastair Hignell | Schlussmann      | Bristol FC             |

| Spieler           | Position | Mannschaft            |
| ----------------- | -------- | --------------------- |
| Toby Allchurch    | Stürmer  | Durham University RFC |
| Bill Beaumont     | Stürmer  | Fylde RFC             |
| J. L. Butler      | Stürmer  | Gosforth FC           |
| Maurice Colclough | Stürmer  | SC Angoulême          |
| Richard Doubleday | Stürmer  | Bristol FC            |
| Bob Mordell       | Stürmer  | Rosslyn Park FC       |
| Gary Pearce       | Stürmer  | Northampton Saints    |
| Nigel Pomphrey    | Stürmer  | Bristol FC            |
| Mike Rafter       | Stürmer  | Bristol FC            |
| Jon Raphael       | Stürmer  | Bective Rangers       |
| John Scott        | Stürmer  | Cardiff RFC           |
| Colin Smart       | Stürmer  | Newport RFC           |
| Peter Wheeler     | Stürmer  | Leicester Tigers      |